# Portret van Lunia Czechowska
Portrait de Lunia Czechowska (Nederlands: Portret van Lunia Czechowska) is een schilderij van de Italiaanse kunstschilder Amedeo Modigliani uit 1919, olieverf op doek, 65,4 x 50,5 centimeter groot. Het toont de Poolse Lunia Czechowska, met wie Modigliani in die tijd een intieme band had. Het schilderij bevindt zich in de particuliere Fujikawa Galerij te Osaka.

## Czechowska
De Poolse Lunia Czechowska (1895 - na 1970) en haar man Cazimir behoorden tot de vriendenkring van kunsthandelaar Léopold Zborowski (1889-1932), de mecenas en vriend van Modigliani. De periode dat hij Lunia leerde kennen viel nagenoeg samen met de tijd waarin hij een relatie kreeg met Jeanne Hébuterne, eind 1916 begin 1917. Tussen Modigliani, Hébuterne en Czechowska zou uiteindelijk een merkwaardige driehoeksrelatie ontstaan. De beide vrouwen konden het op zich bijzonder goed met elkaar vinden en werden vriendinnen. Modigliani op zijn beurt, voelde zich altijd sterk aangetrokken tot de getrouwde Czechowska, zou haar vele malen portretteren en ontwikkelde een sterke emotionele band met haar. Later zou Czechowska zich de poseersessies die ze voor hem deed herinneren als bij tijd en wijle "angstaanjagend", vanwege zijn bezeten werkwijze, vaak zwaar onder invloed. Tegelijkertijd was ze telkens weer verbaasd over de wijze waarop hij haar beeltenis vervormde "tot iets geheel nieuws", "waarbij hij mijn ziel volledig wist bloot te leggen".
Aan het einde van de Eerste Wereldoorlog ontvluchtten Modigliani en de zwangere Hébuterne Parijs en vestigden zich in Nice. In mei 1919, na de geboorte van zijn dochter, keerde Modigliani naar Parijs terug, maar Hébuterne, inmiddels opnieuw zwanger en niet fit, bleef nog in Zuid-Frankrijk. Te Parijs ontwikkelde zich een intieme relatie tussen Modigliani en Czechowska, hoewel die waarschijnlijk nooit seksueel van aard was. Hébuterne, die lucht had gekregen van de affaire, keerde enkele weken later terug naar Parijs. Ze toonde zich uitermate jaloers en dwong bij Modigliani af dat hij met haar zou trouwen, waarna ze zich verloofden. Toen Modigliani vervolgens in het najaar van 1919 een ernstige vorm van tuberculose bleek te hebben en Hébuterne in een depressie raakte, was het echter Czechowska die het gezin te hulp kwam. Ze was Modigliani en Hébuterne voortdurend tot steun was en zag met name ook toe op de zorg voor hun dochter. Modigliani overleed op 24 januari 1920. Een dag later pleegde de hoogzwangere Hétuterne zelfmoord door van de vijfde verdieping uit het raam van een huis te springen.
Het hier besproken Portrait de Lunia Czechowska werd geschilderd in 1919, te Parijs, kort voor Modigliani's terugkeer, toen Hébuterne nog in Nice was.

## Afbeelding
In zijn vroege carrière werkte Modigliani vooral als beeldhouwer en ook zijn latere schilderwerken zouden altijd gekenmerkt worden door een sterk gestileerde sculpturale kwaliteit. Invloeden zijn herkenbaar van Paul Cézanne, het kubisme van Pablo Picasso en de inheemse Afrikaanse beeldhouwwerken. Hij had grote bewondering voor de eenvoud van het primitivisme.
Portrait de Lunia Czechowska toont een aantal specifieke kenmerken van Modigliani's schilderijen: de verticaal-geometrische compositie met het ovale gezicht, de langgerekte hals, de amandelvormige pupilloze ogen en de beeldhouwkundige compactheid. Meer dan ooit gebruikt hij een gevarieerd en zacht kleurencoloriet, met sterke contrasten in rood en geel. Nergens is sprake van overbodige decoratie. Overal is eenvoud. Meer nog dan in zijn eerdere werken is in dit portret de analogie met de beeldhouwkunst van toepassing.
Modigliani beeldt Czechowska af op een ogenschijnlijk koele, afstandelijke wijze, alsof het een dodenmasker betreft. Tegelijkertijd ademt het werk echter grote gratie en een sterke sensualiteit uit, maar bovenal ook een ondefinieerbare diepgang, die nabijheid en begrip suggereert. "Wat ik zoek", zo schreef hij in een schetsboek: "is niet het werkelijke, ook niet het onwerkelijke, maar het onbewuste, het mysterie van het overgeërfde instinct". Zijn intieme band met Czechowska is doorheen de koele uitwerking intens voelbaar.

## Andere portretten van Lunia

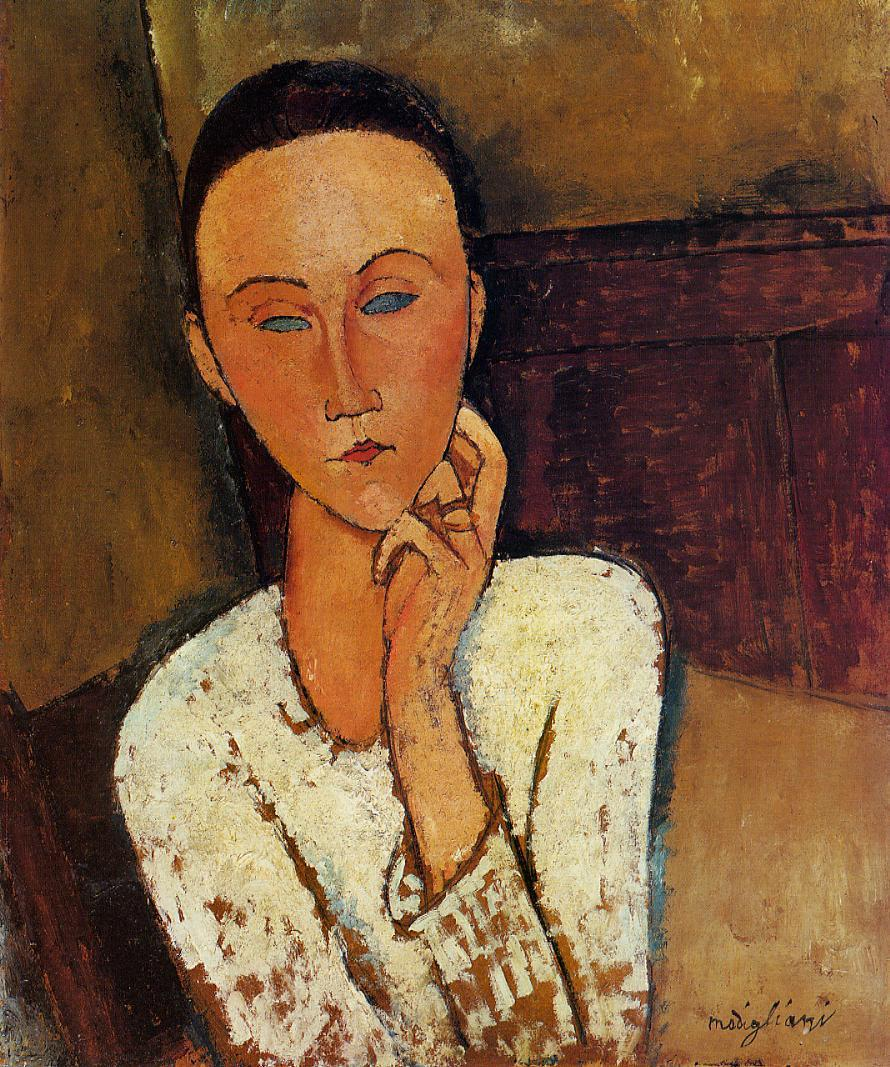
Lunia Czechowska met de linkerhand op haar wang
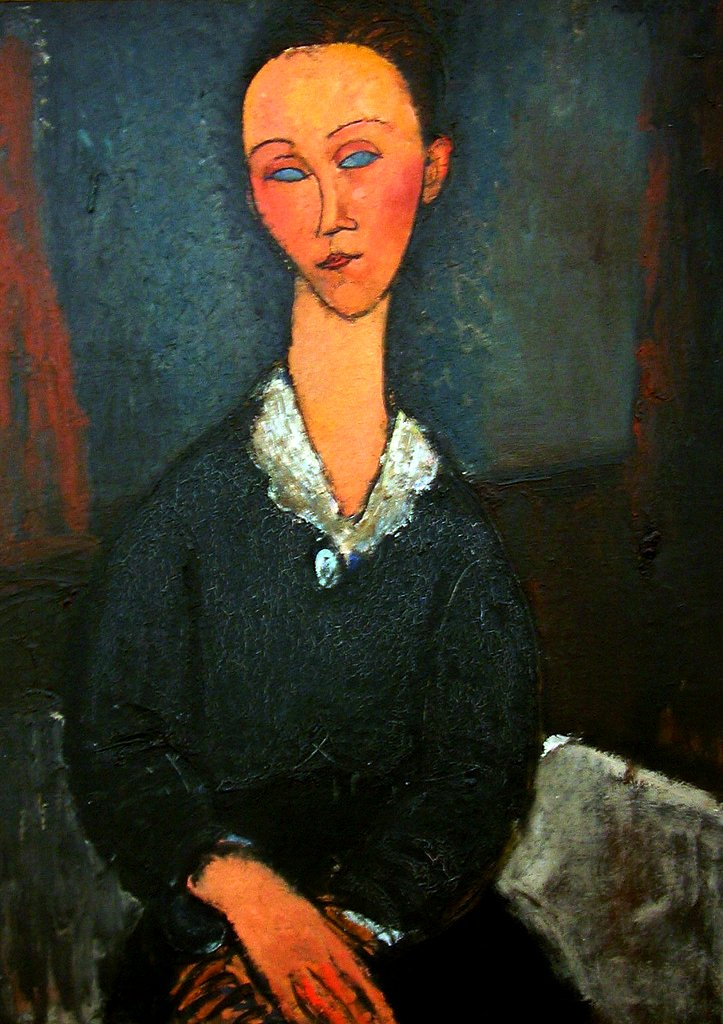
Lunia Czechowska in zwarte blouse
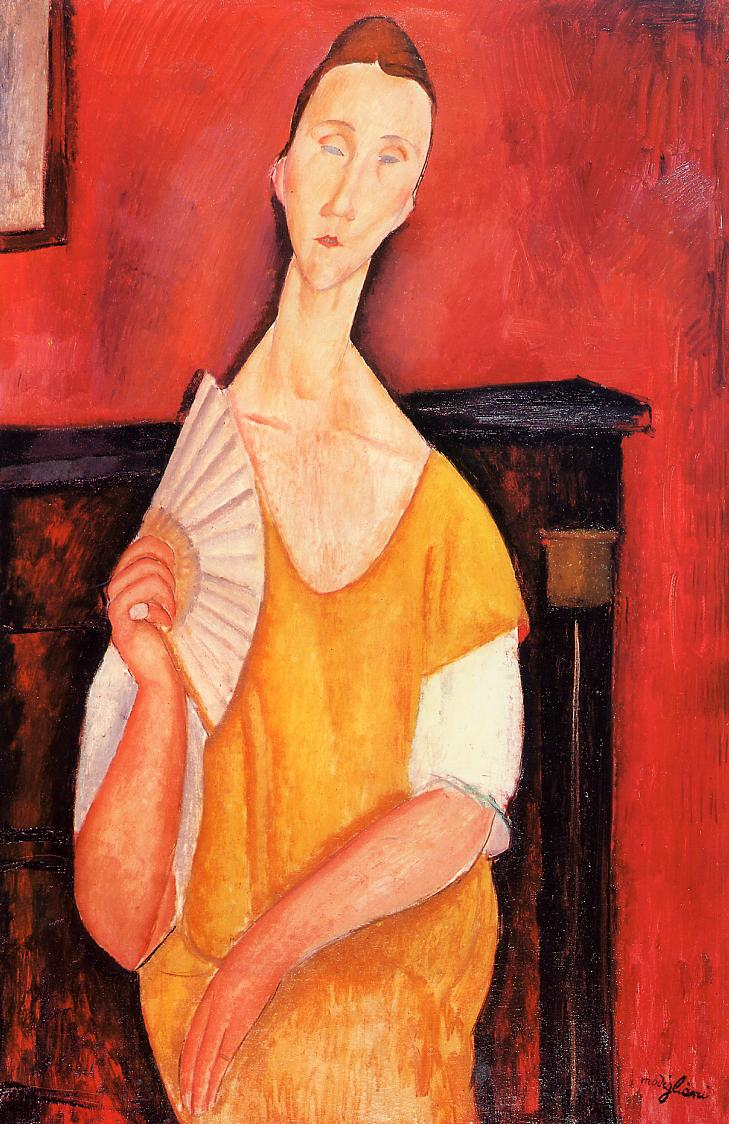
Lunia Czechowska met waaier